# Бортник Володимир Федорович
Володи́мир Фе́дорович Бо́ртник (26 січня 1949) — український політик, народний депутат України I, II та III скликань.

## Життєпис
Народився 26 січня 1949 року, Українець. 
Одружений, має дітей. 
Освіта вища, інженер-механік, закінчив Українську сільськогосподарську академію.
Начальник головного управління матеріально-технічного постачання Державного агропромислового комітету України.
Голова правління Українського державного концерну по матеріально-технічному і сервісному забезпеченню АПК, «Украгросервіс».

### Замах на життя
30 травня 1994 року, в центрі Києва, стався замах на життя політика. В той же день слідчо-оперативна група під час огляду його автомобіля «Volvo» знайшла папку для ділових паперів, в якій, серед інших документів та великої кількості американських та австралійських доларів, фунтів стерлінгів, німецьких марок тощо, був офіційний лист №97 від 26 травня 1994 року агрофірми «Проскурів» в.о. прем'єр-міністра України Юхиму Звягільському. У ньому, підписаному керівником агрофірми Рибчинським, йшла мова про невинність депутата Хмельницької районної ради і керівника агрокомпанії «Проскурня» Івана Рудика, та було прохання до Звягільського проявити свою участь в його житті. Через кілька днів, 3 червня 1994 року, Рудика як депутата райради звільнили з-під варти по справі незадекларованого майна, яке у нього було (820 марок ФРН та 8 доларів США, за тодішнім курсом Національного банку України це сягало в сумі 156 млн 756 тис. 480 карбованців). По ній той пробув у слідчому ізоляторі управління Служби безпеки України з 7 квітня, а 18 квітня Рудику було пред'явлене карне обвинувачення, передбачене статтею 70 Карного кодексу (контрабанда). Під час обшуку в його робочому офісі було знайдене 89 100 доларів США, 53 020 шведських крон, 91 200 угорських форинтів, 50 000 турецьких лір, 46 000 румунських лей, а також 430 000 російських рублів та 57 540 000 карбованців. Слідство виявило, що паспорт, який представляв Рудик, належить Володимиру Бортнику.

## Політична діяльність
Висунутий кандидатом у народні депутати трудовим колективом колгоспу «Більшовик», Ізяславського району.
18 березня 1990 року обраний народним депутатом України I скликання, 2-й тур 55,99 % голосів, 9 претендентів.
- Хмельницька область
- Ізяславський виборчий округ № 411
- Дата прийняття депутатських повноважень: 15 травня 1990 року.
- Дата припинення депутатських повноважень: 10 травня 1994 року.

Входив до груп «Аграрники», «Земля і воля».
Член Комісії ВР України у закордонних справах.
1994 Народний депутат України Верховної Ради XIII скликання, висунутий трудовим колективом 2-й тур — 63,01 % 1-ше місце з 9 претендентів.Член комісії з питань регламенту, депутатської етики.
12 травня 1998 року обраний народним депутатом України III скликання.